# Église Saint-Maurice-de-Roche de Roche-en-Régnier
L'église Saint-Maurice-de-Roche est une église catholique située sur la commune de Roche-en-Régnier, dans le département de la Haute-Loire, en France.

## Historique
L'édifice est classé au titre des monuments historiques en 1942.

## Description
Elle se compose d'une nef de deux travées voûtées en berceau plein cintre s’appuyant sur des piliers carrés ; d'un transept surmonté d'une coupole sur trompe ; d'une abside voûtée en cul-de-four, apparaissant à l’extérieur comme un chevet à cinq pans, et sur laquelle viennent s’ouvrir trois absidioles pratiquées dans l'épaisseur du mur et également voûtées en cul-de-four ; et de bas-côtés voûtés en arc de cloître. La coupole du transept est surmontée d’un clocher carré, percé à chaque face d’une grande ouverture, auquel donne accès un escalier extérieur.